# FLY (YUKIのアルバム)
『FLY』（フライ）は、YUKIの7枚目のオリジナルアルバム。2014年9月17日にソニー・ミュージックレーベルズの内部レーベルであるエピックレコードジャパンから発売された。

## 解説
オリジナルアルバムとしては、2011年8月にリリースされた『megaphonic』以来およそ3年ぶりの新作で、前作以降にリリースされたシングル曲など全16曲を収録。様々なジャンルのダンスチューンを集めた「踊れるダンスアルバム」がコンセプトになっている。
『megaphonic』以降にリリースされたシングルA面曲のうち、両A面シングル「プレイボール/坂道のメロディ」1曲目の「プレイボール」のみ収録されていない。
初回生産限定盤・通常盤および完全生産限定のアナログ盤の3種類がリリースされた。初回生産限定盤はLPサイズダブルジャケット仕様となり、「STARMANN」「誰でもロンリー」のビデオクリップが収録されたDVDが付属する。

## 収録曲

### CD
（特記ない限り作詞：YUKI／編曲：YUKI、玉井健二、百田留衣）
1. 誰でもロンリー (4:39)
  - 作曲：give me wallets
  - 27thシングル。
2. Jodi Wideman (3:35)
  - 作曲：飛内将大
3. はみだせ ラインダンスから (4:14)
  - 作曲：HALIFANIE
4. 波乗り500マイル (feat.KAKATO) (3:44)
  - 作詞：YUKI、環ROY、鎮座DOPENESS／作曲：大川一人、Fumie
  - 環ROYと鎮座DOPENESSによるユニット・KAKATOがゲストボーカルとして参加している。
5. 君はスーパーラジカル (4:25)
  - 作曲：give me wallets
6. It's like heaven (4:59)
  - 作曲：HALIFANIE
7. 真夜中の恋人 (1:22)
  - 作曲：南田健吾
  - リリース時点ではYUKIの全楽曲中で最も演奏時間が短い。
8. ポートレイト (3:58)
  - 作曲：大川一人、Fumie
9. スリーエンジェルス (4:39)
  - 作曲：Agree2
10. 眼鏡を外して (4:17)
  - 作曲：savainu
11. 口笛 (4:43)
  - 作曲：南田健吾
12. わたしの願い事 (4:07)
  - 作曲：Agree2
  - 25thシングル。松竹配給映画『映画 ひみつのアッコちゃん』主題歌。
13. STARMANN (4:38)
  - 作曲：小形誠／ストリングスアレンジ：弦一徹
  - 26thシングル。関西テレビ制作・フジテレビ系ドラマ『スターマン・この星の恋』主題歌。
14. 坂道のメロディ -version FLY- (4:46)
  - 作曲・編曲：菅野よう子
  - 24thシングル（両A面シングル2曲目）のアルバムバージョン。フジテレビ系アニメ『坂道のアポロン』オープニングテーマ。
15. カ・リ・ス・マ in the dark (5:37)
  - 作曲：野間康介／ブラスアレンジ：五十嵐誠
16. fly (2:42)
  - 作曲：大川一人

### DVD
1. STARMANN -music video-
2. 誰でもロンリー -music video-